# Nicola Peltz

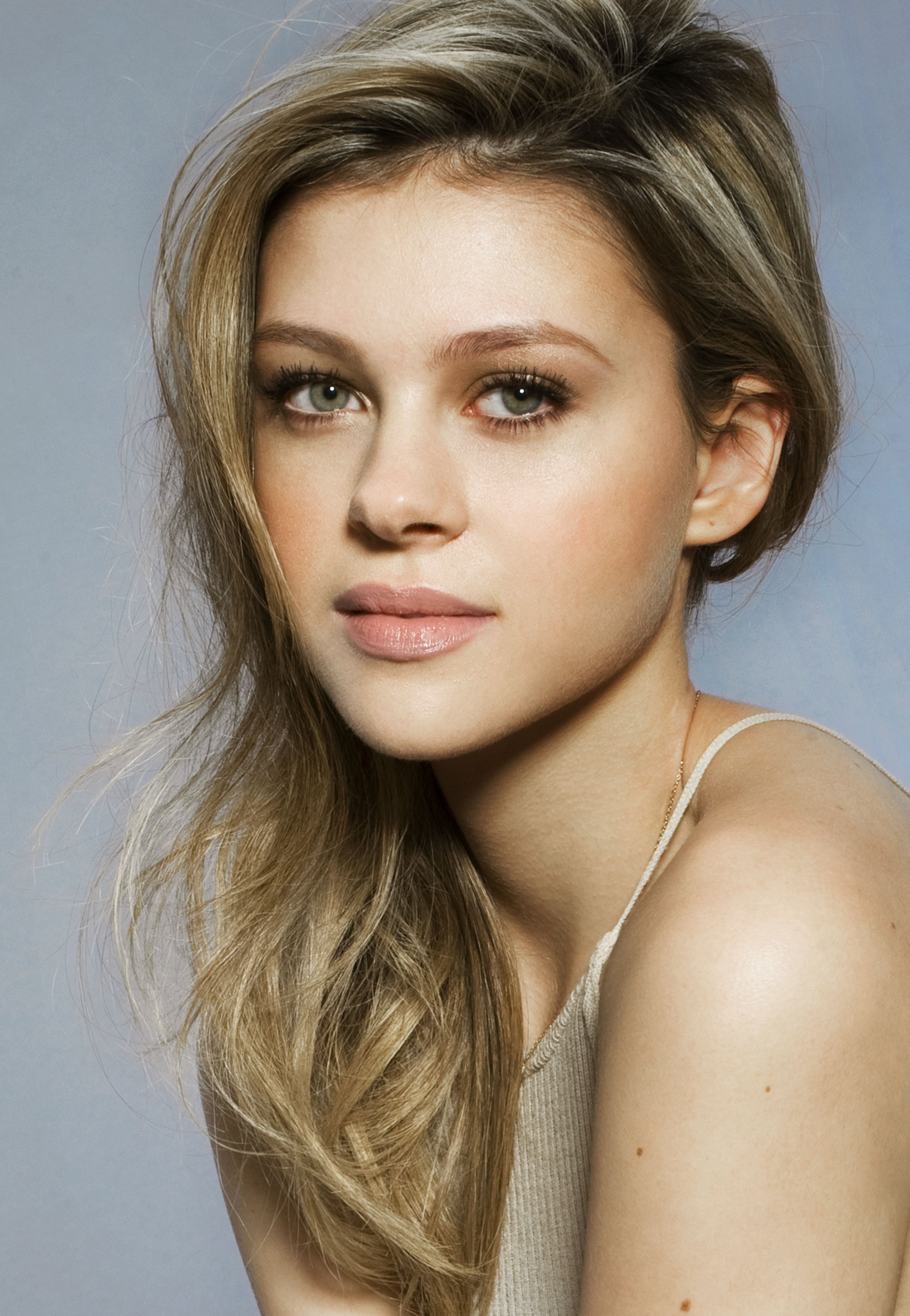
Nicola Peltz (2012)

Nicola Anne Peltz (* 9. Januar 1995 im Westchester County) ist eine US-amerikanische Schauspielerin und Regisseurin.

## Leben
Nicola Peltz wurde im Westchester County, New York, als Tochter des Models Claudia Heffner und des Geschäftsmanns und Milliardärs Nelson Peltz, dem das Unternehmen Snapple gehörte, geboren. Sie hat vier ältere Brüder, zwei jüngere Brüder und eine Schwester. Ihr Bruder Will Peltz ist ebenfalls als Schauspieler tätig. Ihr Vater wurde von der New York Times als „mitfühlender Leiter“ (“compassionate leader”) der jüdischen Gemeinde in New York bezeichnet.
Einem größeren Publikum wurde Peltz durch ihre Rolle der Katara in Die Legende von Aang bekannt; dafür wurde sie für die Goldene Himbeere als schlechteste Nebendarstellerin nominiert. Sie spielte auch die Renee Kyte in dem 2012 erschienenen Drama Eye of the Hurricane. Zuvor hatte sie kleinere Rollen in Blendende Weihnachten (2006) und Harold (2008). Außerdem sieht man sie in Miley Cyrus’ Musikvideo zu 7 Things. 2013 übernahm sie in der A&E-Dramaserie Bates Motel die Hauptrolle der Bradley Martin.
Für ihr Mitwirken im vierten Transformers-Film Transformers: Ära des Untergangs (2014) unter der Regie von  Michael Bay erhielt sie eine weitere Nominierung für die Goldene Himbeere als schlechteste Nebendarstellerin.
Peltz ist seit dem 9. April 2022 mit Brooklyn Beckham, dem Sohn von David und Victoria Beckham, verheiratet.
Im Jahr 2024 feierte Peltz mit dem Film Lola ihr Regiedebüt. Bei dem Film schrieb sie auch das Drehbuch.

## Filmografie
- 2006: Blendende Weihnachten (Deck the Halls)
- 2008: Harold
- 2010: Die Legende von Aang (The Last Airbender)
- 2011: Eye of the Hurricane
- 2013–2015: Bates Motel (Fernsehserie, 14 Episoden)
- 2014: Transformers: Ära des Untergangs (Transformers: Age of Extinction)
- 2014: Affluenza
- 2016: Youth in Oregon
- 2017: When the Street Lights Go On (Fernsehserie, Episode 1x01)
- 2017: Marvel’s Inhumans (Fernsehserie, 2 Episoden)
- 2018: Back Roads
- 2018: Our House
- 2019: The Obituary of Tunde Johnson
- 2020: Holidate
- 2022: Welcome to Chippendales (Fernsehserie, Episode 1x01)
- 2024: Lola